# 沃正刚
沃正刚（1959年—），是一位美国骨科专家。

## 生平
籍貫浙江镇海县，1959年8月29日出生于台湾。父亲沃鼎盛，国民党空军，曾就职于中华航空公司；母亲云仪，音乐家、钢琴教师。1970年，全家迁居美国夏威夷。不久，考入夏威夷Iolani中学（孙中山母校）。
1981年，获得美国约翰霍普金斯大学生物学学士学位。随后入读哈佛大学，获哈佛大学公共卫生硕士学位。1983年毕业时，因成绩优异，被推举为毕业生代表，引导毕业生进入毕业典礼会场，沃是哈佛华人学生中享此殊荣的第二位。1985年，获得约翰霍普金斯大学医学博士学位。
毕业后，就职于斯坦福大学医学院骨科驻院医师。1989年，出任斯坦福大学附属医院驻院总医师。
沃正刚发明了换植人造骨骼，并于1989年获得美国及国际相关专利，是这一医学领域的一大进展。随后，沃致力于中医药的现代化研究。1991年9月25日，出任斯坦福研究园区新药科学研究中心总裁。

## 荣誉
- 1977年，夏威夷州英语辩论赛冠军；美国全国演讲辩论比赛特优奖。
- 1979年，美国音乐教育协会弦乐比赛第一名。
- 1983年，美国全国杰出青年
- 1989年，美西骨科协会杰出研究奖